# Прачанда
Това́рищ Прача́нда или председа́тель Прача́нда (настоящее имя Пушпа́ Кама́л Даха́л; род. 11 декабря 1954, район Читван, Непал) — непальский политик, председатель партии (генсек) Объединённой коммунистической партии Непала (маоистской), Верховный командующий Народно-освободительной армии, премьер-министр Непала с 18 августа 2008 по 4 мая 2009 года, с 4 августа 2016 по 31 мая 2017 года и с 26 декабря 2022 по 15 июля 2024 года.

## Биография
Будущий коммунистический деятель родился под именем Чхаби Лал Дахал в 1954 году в крестьянской семье и был старшим из восьми детей. Когда ему было 6 лет, его семью переселили из горных окрестностей Покхары в равнинные тераи в рамках националистической политики короля Махендры по «непализации юга».
Однако его род принадлежал к высшей касте брахманов, что позволило Пушпе Камалу Дахалу получить основательное, по меркам Непала, образование — он окончил университет в Рампуле, где учился на агронома, стал специалистом по сельскому хозяйству, получил научную степень бакалавра и проработал школьным учителем два с половиной года вместо обязательного для выпускников одного.
Возмущение нищетой крестьянства привело Дахала в студенческие годы в ряды революционного движения. Он проводил дополнительные занятия для неграмотных взрослых и занимался пропагандой идей Маркса, Ленина и Мао, а в 1981 вступил в Коммунистическую партию Непала (Машал).

В 1986 году товарищ Прачанда стал генеральным секретарём Коммунистической партии Непала (Машал). Встав во главе этой партии, Прачанда принялся за консолидацию леворадикальных группировок маоистского толка вокруг КПН (Машал) — в ноябре 1991 года она объединилась с Коммунистической партией Непала («Четвертого съезда»), Пролетарской рабочей организацией и Коммунистической партией Непала (Джанамукхи) в Коммунистическую партию Непала («Центр единства»).

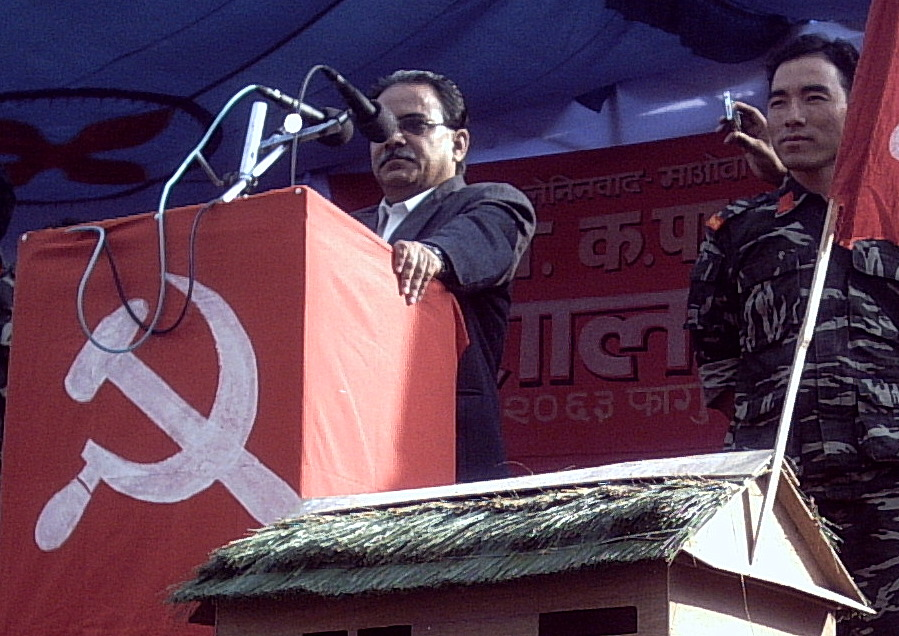
Прачанда на встрече в Покхаре

8 мая 2008 года новоизбранное 1-е Учредительное собрание Непала (крупнейшая фракция в котором образована маоистами во главе с Прачандой) провозгласила страну республикой.
15 августа Национальная Ассамблея Непала утвердила его кандидатуру на пост премьер-министра страны (464 — за, 113 — против), 18 августа он вступил в должность премьера Непала.
Адаптированный для Непала комплекс идей марксизма-ленинизма и маоизма называют «Путь Прачанды».
Прачанда называет своими учителями Ленина, Сталина и Мао Цзэдуна.
4 мая 2009 года Прачанда подал в отставку из-за того, что возглавляемому им правительству не удалось назначить нового главнокомандующего непальской армией (эту инициативу заблокировал президент страны Рам Баран Ядав). Прачанда добивался снятия действующего главнокомандующего по причине его категорического отказа включить около 19 тысяч бывших повстанцев-маоистов в состав регулярной армии Непала.
3 августа 2016 года избран депутатами парламента новым премьер-министром Непала и сформировал совместно с  Непальским конгрессом коалиционное правительство. В мае 2017 года, по предварительному соглашению с Непальским конгрессом, уступил пост главы правительства лидеру НК.
25 декабря 2022 года он вновь был назначен на пост премьер-министра страны после того, как заручился поддержкой 169 из 275 депутатов Палаты представителей. 10 января 2023 года за него проголосовали 268 из 270 присутствовавших депутатов.